# Парамонова, Анна Васильевна
Анна Васильевна Парамонова (30 октября 1923 — 19 января 2022) — советский врач-стоматолог. Заслуженный врач РСФСР (1978). Герой Социалистического Труда (1978).

## Биография
Родилась 30 октября 1923 года в деревне Лопатино, Саранского уезда Пензенской губернии.
В 1941 году А. В. Парамонова окончила десять классов и сразу же после начала Великой Отечественной войны, по направлению военкомата — начала работать на Саранском заводе № 583 Наркомата боеприпасов СССР, работала на заводе до конца войны.
С 1945 по 1949 годы училась в Казанском стоматологическом институте, по окончании которого работала врачом-стоматологом в Ичалковской районной больнице Мордовской АССР.
С 1953 по 1962 годы — заведующая Ичалковским районным отделом здравоохранения. В 1962 по 1981 годы — главный врач Ичалковской центральной районной больницы. Под руководством и при непосредственном участии А. В. Парамоновой был построен первый и второй хирургический корпус новой больницы, роддом, поликлиника с детским отделением, пищеблок, станция скорой помощи и станция по переливанию крови.
24 декабря 1965 года и 20 июля 1971 года Указом Президиума Верховного Совета СССР «за трудовое отличие» Анна Васильевна Парамонова была награждена Медалью «За трудовое отличие» и Орденом Знак Почёта.
23 октября 1978 года Указом Президиума Верховного Совета СССР «за большие заслуги в развитии народного здравоохранения» Анна Васильевна Парамонова была удостоена звания Героя Социалистического Труда с вручением Ордена Ленина и золотой медали «Серп и Молот», в этом же году удостоена почётного звания Заслуженный врач РСФСР.
С 1981 по 1992 годы работала стоматологом Саранской стоматологической поликлиники № 1.
С 1992 года на пенсии. Жила в Саранске.
Умерла 19 января 2022 года.

## Награды
- Медаль «Серп и Молот» (23.10.1978)
- Орден Ленина (23.10.1978)
- Орден Знак Почёта (20.07.1971)
- Медаль «За трудовое отличие» (24.12.1965)

### Звания
- Заслуженный врач РСФСР (1978)
- Заслуженный врач Мордовской АССР (1969)
- Почётный гражданин Ичалковского района (2002)